# Yakuza 3
Yakuza 3 (龍が如く3, Ryū ga Gotoku 3, litt. "Comme un dragon 3") est un jeu vidéo développé par CS1 Team et édité par Sega, sorti en 2009 sur la console PlayStation 3. Il est également disponible avec Yakuza 4 et Yakuza 5 dans la compilation The Yakuza Remastered  Collection, révélée durant la Gamescom 2019. La version remasterisée de Yakuza 3 est désormais disponible depuis le 20 août 2019 uniquement en téléchargement, cependant la version physique, comprenant les trois épisodes précités, sera disponible bien plus tard, le 11 février 2020 dans une quantité limitée et sur Xbox One et Windows le 28 janvier 2021.
Le jeu fait partie de la série Yakuza. L'histoire fait suite à Yakuza et Yakuza 2, dont le résumé des évènements est proposé au début du jeu. Kazuma Kiryū administre un orphelinat sur l'archipel subtropical d'Okinawa en compagnie de sa fille adoptive Haruka. Rattrapé par le monde des yakuzas, il est amené à retourner dans ses anciens quartiers à Tōkyō.

## Système de jeu
Yakuza 3 reprend la formule de ses prédécesseurs avec un gameplay qui mêle exploration et combat de rue. Le jeu introduit quelques nouvelles mécaniques : des enchaînements plus fluides entre les modes Aventure et Combat, des séquences de courses-poursuites, la possibilité de passer en vue subjective pour observer l'environnement, d'acquérir des coups spéciaux dans le mode Aventure en photographiant certaines scènes avec un téléphone mobile et la customisation d'armes et d'accessoires.
Le jeu présente une centaine de sous-scénarios, dont vingt missions dans lesquelles le personnage opère comme chasseur de primes, et une vingtaine de mini-jeux, dont la pêche, le karaoké, le baseball (batting cage), le golf, le billard, les fléchettes, des jeux de salle d'arcade (UFO catcher, le shoot them up Boxcellios), des jeux de casino (baccara, blackjack, roulette) et des jeux traditionnels japonais (koi-koi, cee-lo, chō-han).

### Contenu additionnel
Au Japon, une dizaine de packs de contenus téléchargeables est proposé à partir du 5 mars 2009 (Item et S-Item supplémentaires, Mode deux joueurs pour cinq mini-jeux, Extension du quiz Answer & Answer et rang Ex-SSS pour Haruka's Request, Costumes additionnels pour Kazuma Kiryū, Rikiya Shimabukura et Haruka Sawamura, Survival Battle, Survival Onigokko, All Star Tournament et All Star Tag Tournament). 

### Différences entre les versions
La version occidentale est amputée d'une vingtaine de sous-scénarios (sur un total de 123), des intrigues liées aux bars à hôtesses et de quatre mini-jeux (shogi, mahjong, salon de massage, quiz sur l'Histoire du Japon). L'édition européenne et océanienne inclut un code qui permet de télécharger gratuitement le Battle Pack, qui comprend quatre extensions (Battle for Survival, All-Star Tournament, All-Star Tag Tournament et Haruka’s Request), et un CD additionnel qui inclut la bande originale du jeu et un guide interactif localisé sur les personnages (Yakuza Who’s Who).

## Musique
La musique est pour l'essentiel composée et arrangée par Hidenori Shoji. La bande originale, Yakuza 3 Original Soundtrack, est disponible au Japon (séparément) et en Europe (avec le jeu).

### Yakuza 3 Original Soundtrack
- Titre alternatif : Ryu ga Gotoku 3 Original Soundtrack
- Compositeurs :

Hidenori Shoji (1, 2, 5~11, 13, 14, 16, 18~26)
Keitaro Koyama (3)
Takahiro Kai (4)
Hiroyoshi Kato (12, 15, 17, 27)
Love sound system (28)
Yoshio Tsuru (29)
Hideki Sakamoto (31)
- Voix : Takaya Kuroda (30), Rie Kugimiya (31)
- Durée : 75 minutes
- Date de sortie :   26 février 2009,  12 mars 2010
- Label : Wave Master (HCV-452)

1. Fly
2. Howl of the Chaos
3. Entrance to the Chaos
4. Urgency
5. Dead Run
6. Bruise
7. Ryu-Kyu Humming
8. Crush & Strike
9. D 2 A
10. Takumi 2009
11. Encounter the Dragon
12. Test your Imagination
13. Skirmish
14. Underground Dazzling Star
15. Another Demiworld
16. End Point
17. Hear this in the Game
18. Pure Malice
19. Independence for Violence
20. Illtreatment
21. Clay Doll on the Cradle
22. More Huge
23. Sounds Storm
24. Receive and Stab You
25. Ogre has returned
26. Lyricism without Tears
27. The Dragon God's Gospel
28. Let's Produce a No. 1 Hostess
29. Fish On
30. Beautiful Season in Kamuro
31. Someday I Can Change Myself